# 町田市立博物館
町田市立博物館（まちだしりつはくぶつかん）は、東京都町田市にある市立の博物館である。2019年6月16日をもって一般公開を終了した（後述記載）。

## 概要
1973年（昭和48年）に町田市郷土資料館として開館。その後、工芸美術品等も展示することになり、1976年（昭和51年）に町田市立博物館に改称。
ガラス器の蒐集に特徴がある博物館で、収蔵数は10,000点以上に及ぶ。ヨーロッパ、中国、日本と広く、香料入れの小瓶など他にないコレクションを収蔵している。また、戦前の人気マンガ『のらくろ』の作者田河水泡が寄贈した、江戸時代から昭和初期までの戯画・漫画関係資料約550点も特色あるコレクションと言える。
建物の設計は、和風建築の名手と知られる建築家の山口文象によるものである。博物館の近くには、東京都指定史跡の町田市立本町田遺跡公園がある。
施設老朽化などにより、2019年6月16日をもって一般公開を終了し、公開終了以降は同館の刊行物販売業務のみを行っている。今後、同博物館の所蔵物については同市内の芹ヶ谷公園内に建設される「（仮称）国際工芸美術館」（2026年3月開設予定）に移設される予定となっている。

## 利用案内
開館時間
- 9時～16時30分

休館日
- 原則として月曜日
- 年末年始（12月28日～1月4日）
- 展示替え期間中

入館料
- 一般300円（障がい者は半額、中学生以下無料）

## 交通アクセス
バスの場合
- 町田バスセンターより町41･町50･町54に乗車し、「市立博物館前」下車徒歩7分。
- 鶴川駅より金井経由町田バスセンター行き（町50･町54）に乗車し、「市立博物館前」下車徒歩7分。

自家用車の場合
- 専用駐車場（9台分）あり。

## 歴代館長
- 水澤澄夫（1973年～）[6]
- 諏訪元一（1975年～）
- 千沢楨治（1976年～）
- 田邉三郎助（1987年～）